# フェリペ・ガブリエル・デ・メロ・エ・シウバ
フェリペ・ガブリエル・デ・メロ・エ・シウバ（Fellype Gabriel de Melo e Silva、1985年12月6日 - ）は、ブラジル・リオデジャネイロ出身元サッカー選手。ポジションはミッドフィールダー、フォワード。

## 経歴

### クラブ
リオデジャネイロ出身で、若くから将来を嘱望された選手の一人。フラメンゴの下部組織で育ち、2005年、19歳の時にプロデビュー。フラメンゴの世代交代策にうまくハマって、レギュラーポジションを獲得する。同年6月にはFIFAワールドユースにU-20ブラジル代表として出場し、ブラジルの第3位に貢献した。
2007年にはポルトガルリーグのナシオナルに期限付き移籍で貸し出され欧州でもプレーしたが、21歳という若さもあって、あまり出場機会には恵まれなかった。
ブラジルに帰国した2008年夏から、今度はポルトゥゲーザに貸し出され、ここで主力選手としてプレーする。ポルトゥゲーザはブラジル選手権2部リーグに降格したが、翌2009年はフラメンゴから完全移籍でポルトゥゲーザに移った。この年、司令塔として孤軍奮闘し、自身もチーム最多の9ゴールを挙げる活躍を見せたが、昇格圏内の4位に勝ち点差3及ばず、1部リーグ昇格は果たせなかった。
2010年、ポルトゥゲーザから鹿島アントラーズへ完全移籍 で加入した。なおパス（選手保有権）は鹿島とガブリエル本人が50%ずつ保有する。
2012年、当初は契約延長していたが、2月に鹿島との契約を解除 しボタフォゴFRに移籍した。
2015年5月7日、アル・シャールジャとの契約満了後、パルメイラスに移籍した。
2016年5月20日、ヴァスコ・ダ・ガマに移籍した。
2020年8月13日自身のInstagramで現役引退を発表。

### 代表
2012年11月13日、21日にボンボネーラで行われるスーペルクラシコ・デ・ラス・アメリカス・アルゼンチン戦にセレソン初招集された。

## 人物・エピソード
- 好きな選手はジーコである[8]。
- そのプレーぶりとガブリエルという名前からブラジルでは「天使」というあだ名で呼ばれることもある。
- 2006年は右膝、2007年は左膝と、過去に2年続けて前十字靭帯断裂という大ケガに見舞われている。1度目の時は懸命なリハビリで全治6か月のところを4か月で完治させたという。
- 鹿島での目標はすべてのタイトルをとること。また可能な限り長く日本でプレーしたいとも語っていた。
- ブラジル帰国後、忘れられない試合として自身も先制点を決め、優勝した2011年天皇杯決勝を挙げている[8]。

## 所属クラブ
ユース経歴
- 2004年  CRフラメンゴ

プロ経歴
- 2005年 - 2008年  CRフラメンゴ

→2007年  クルゼイロEC (期限付き移籍)
→2007年 - 2008年  CDナシオナル (期限付き移籍)
→2008年  アソシアソン・ポルトゥゲーザ・ジ・デスポルトス (期限付き移籍)
- 2009年  アソシアソン・ポルトゥゲーザ・ジ・デスポルトス
- 2010年 - 2012年2月  鹿島アントラーズ
- 2012年 - 2013年6月  ボタフォゴFR
- 2013年 - 2015年  アル・シャールジャSCC
- 2015年 - 2016年  SEパルメイラス
- 2016年  CRヴァスコ・ダ・ガマ
- 2017年 -  ボアヴィスタSC

## 個人成績
| 国内大会個人成績 | 国内大会個人成績 | 国内大会個人成績 | 国内大会個人成績 | 国内大会個人成績 | 国内大会個人成績 | 国内大会個人成績 | 国内大会個人成績 | 国内大会個人成績 | 国内大会個人成績 | 国内大会個人成績 | 国内大会個人成績 |
| 年度             | クラブ           | 背番号           | リーグ           | リーグ戦         | リーグ戦         | リーグ杯         | リーグ杯         | オープン杯       | オープン杯       | 期間通算         | 期間通算         |
| 年度             | クラブ           | 背番号           | リーグ           | 出場             | 得点             | 出場             | 得点             | 出場             | 得点             | 出場             | 得点             |
| ブラジル         | ブラジル         | ブラジル         | ブラジル         | リーグ戦         | リーグ戦         | ブラジル杯       | ブラジル杯       | オープン杯       | オープン杯       | 期間通算         | 期間通算         |
| ---------------- | ---------------- | ---------------- | ---------------- | ---------------- | ---------------- | ---------------- | ---------------- | ---------------- | ---------------- | ---------------- | ---------------- |
| 2005             | フラメンゴ       |                  | セリエA          | 29               | 2                | 3                | 1                |                  |                  |                  |                  |
| 2006             | フラメンゴ       |                  | セリエA          | 7                | 0                | 3                | 0                |                  |                  |                  |                  |
| 2007             | クルゼイロ       |                  | セリエA          | 0                | 0                |                  |                  |                  |                  |                  |                  |
| ポルトガル       | ポルトガル       | ポルトガル       | ポルトガル       | リーグ戦         | リーグ戦         | リーグ杯         | リーグ杯         | ポルトガル杯     | ポルトガル杯     | 期間通算         | 期間通算         |
| 2007-08          | ナシオナル       |                  | スーペル         | 14               | 2                |                  |                  |                  |                  |                  |                  |
| ブラジル         | ブラジル         | ブラジル         | ブラジル         | リーグ戦         | リーグ戦         | ブラジル杯       | ブラジル杯       | オープン杯       | オープン杯       | 期間通算         | 期間通算         |
| 2008             | ポルトゥゲーザ   |                  | セリエA          | 20               | 3                |                  |                  |                  |                  |                  |                  |
| 2009             | ポルトゥゲーザ   |                  | セリエB          | 31               | 9                |                  |                  |                  |                  |                  |                  |
| 日本             | 日本             | 日本             | 日本             | リーグ戦         | リーグ戦         | リーグ杯         | リーグ杯         | 天皇杯           | 天皇杯           | 期間通算         | 期間通算         |
| 2010             | 鹿島             | 11               | J1               | 31               | 2                | 2                | 0                | 5                | 1                | 38               | 3                |
| 2011             | 鹿島             | 11               | J1               | 16               | 2                | 1                | 0                | 1                | 0                | 18               | 2                |
| 2012             | 鹿島             | 11               | J1               | 0                | 0                | 0                | 0                | 0                | 0                | 0                | 0                |
| ブラジル         | ブラジル         | ブラジル         | ブラジル         | リーグ戦         | リーグ戦         | ブラジル杯       | ブラジル杯       | オープン杯       | オープン杯       | 期間通算         | 期間通算         |
| 2012             | ボタフォゴ       | 11               | セリエA          |                  |                  |                  |                  |                  |                  |                  |                  |
| 通算             | ブラジル         | ブラジル         | セリエA          | 56               | 5                | 6                | 1                |                  |                  |                  |                  |
| 通算             | ブラジル         | ブラジル         | セリエB          | 31               | 9                |                  |                  |                  |                  |                  |                  |
| 通算             | ポルトガル       | ポルトガル       | スーペル         | 14               | 2                |                  |                  |                  |                  |                  |                  |
| 通算             | 日本             | 日本             | J1               | 47               | 4                | 3                | 0                | 6                | 1                | 56               | 5                |
| 総通算           | 総通算           | 総通算           | 総通算           | 148              | 20               | 9                | 1                |                  |                  |                  |                  |

その他の公式戦
- 2010年
  - スーパーカップ 1試合0得点

| 国際大会個人成績 | 国際大会個人成績 | 国際大会個人成績 | 国際大会個人成績 | 国際大会個人成績 |
| 年度             | クラブ           | 背番号           | 出場             | 得点             |
| AFC              | AFC              | AFC              | ACL              | ACL              |
| ---------------- | ---------------- | ---------------- | ---------------- | ---------------- |
| 2010             | 鹿島             | 11               | 4                | 0                |
| 2011             | 鹿島             | 11               | 7                | 1                |
| 通算             | AFC              | AFC              | 11               | 1                |

- Jリーグ初出場 - 2010年3月6日 J1第1節 対浦和レッズ戦 (カシマスタジアム)
- Jリーグ初得点 - 2010年7月17日 J1第13節 対川崎フロンターレ戦 (カシマスタジアム)

## 代表歴
- U-20ブラジル代表
  - 2005年 - FIFAワールドユース選手権 (3位)